# Nemotelus robertsonae
Nemotelus robertsonae är en tvåvingeart som beskrevs av Mason 1997. Nemotelus robertsonae ingår i släktet Nemotelus och familjen vapenflugor. Inga underarter finns listade i Catalogue of Life.